# Baha al-Din Sam (fill d'Izz al-Din)
Baha al-Din Sam fou un sobirà de la família xansabànida dels gúrides. Era fill d'Izz al-Din Husayn Xansabani. El seu títol fou probablement màlik. A la mort del seu germà Sayf al-Din Suri (1149), executat a Gazni, la direcció de la família correspongué a Baha al-Din Sam que era senyor de Sanga; aquest va continuar la construcció de Firuzkuh que havia iniciat el seu germà Qutb al-Din Muhammad, i va preparar un exèrcit per marxar a Gazni per la revenja per la mort de dos germans, però va morir pel camí per causes naturals (1149).